# امپراتوری بیزانس
امپراتوری بیزانس که با نام‌های امپراتوری روم شرقی و بیزانتیوم نیز شناخته می‌شود، ادامهٔ امپراتوری روم در سمت شرق یا همان استان‌های شرقی آن در اواخر دوران باستان و قرون وسطی بود، زمانی که قسطنطنیه (استانبول امروزی) پایتخت این امپراتوری به حساب می‌آمد. هر دو اصطلاح «امپراتوری بیزانس» و «امپراتوری روم شرقی»، اصطلاحاتی تاریخ‌نگارانه هستند که پس از دوران حکومت آن‌ها توسط تاریخ‌نگاران وضع شد؛ شهروندان این امپراتوری آن را امپراتوری روم یا رومانیا (Ῥωμανία) می‌خواندند و خودشان را «رومی» می‌دانستند.
سال ۳۹۵ میلادی امپراتوری روم به دو بخش شرقی و غربی تقسیم شد و بخش غربی در سال ۴۷۶ میلادی فروپاشید. امپراتوری بیزانس از سقوط امپراتوری روم غربی در امان ماند و در زمان ژوستینین یکم بخشی از سرزمین‌های پیشین روم غربی را هم ضمیمهٔ خود کرد و به‌مدت هزار سال به حیات خود ادامه داد تا اینکه در سال ۱۴۵۳ میلادی توسط امپراتوری عثمانی ساقط شد.
این امپراتوری با قرار گرفتن در یک موقعیت راهبردی در آسیای صغیر و جنوب بالکان در محاصره دشمنان بالقوه و بالفعل، تاریخ بلند خود را تقریباً همواره در جنگ با همسایگان کم‌وبیش قدرتمند خود از شاهنشاهی ساسانی و حاکمیت‌های مختلف اسلامی در شرق گرفته تا اسلاوها، بلغارها، صرب‌ها و مجارها در شمال و غرب، گذراند.
کنستانتین یکم (پ. ۳۲۴–۳۳۷ میلادی) امپراتوری را سازمان‌دهی مجدد کرد، قسطنطنیه را به‌عنوان پایتخت برگزید و مسیحیت را به‌رسمیت شناخت. در دورهٔ تئودئوس یکم (پ. ۳۷۹–۳۹۵ میلادی) مسیحیت به دین رسمی امپراتوری تبدیل و پرستش دیگر ادیان ممنوع شد. سرانجام، در دورهٔ امپراتوری هراکلیوس (۶۱۰–۶۴۱ میلادی) نیروهای مسلح و دیوانسالاری امپراتوری بازسازی شد و زبان یونانی به‌جای زبان لاتین، به‌عنوان زبان رسمی امپراتوری مورد استفاده قرار گرفت.
گرچه دولت روم تداوم یافت و سنت‌های آن حفظ شد اما تاریخ‌نگاران این امپراتوری را از روم باستان متمایز می‌دانند زیرا امپراتوری بیزانس در قسطنطنیه مرکزیت و فرهنگ یونانی داشت و کلیسای ارتدکس شرقی نماد بارز آن بود.
مرزهای امپراتوری بیزانس به‌طور قابل‌توجهی فراتر از مرزهای اولیهٔ آن توسعه یافت، همان‌طور که طی چند دوره، زوال و بهبودی آن ادامه یافت. در دورهٔ امپراتوری ژوستینین یکم (پ. ۵۲۷–۵۶۵ میلادی)، امپراتوری به بزرگ‌ترین وسعت خود پس از فتح مجدد سرزمین‌های تاریخی روم غربی رسید که به‌مدت دو سده توانست مدیترانه از جمله شمال آفریقا، ایتالیا و خود شهر رم را تحت حکومت خود نگه دارد.
در دورهٔ امپراتوری موریس (پ. ۵۸۲–۶۰۲ میلادی) مرز شرقی امپراتوری گسترش یافت و مرزهای شمالی تثبیت شدند. با این حال، ترور او باعث آغاز جنگ ایران و بیزانس در سال‌های ۶۲۸ میلادی تا ۶۰۲ میلادی گردید، که در پی آن منابع امپراتوری از بین رفتند و در سدهٔ هفتم در زمان فتوحات مسلمانان، سرزمین‌های زیادی از سیطره امپراتوری خارج شد. در طی چند سال امپراتوری غنی‌ترین استان‌های خود، یعنی مصر و سوریه را از دست داد و این سرزمین‌ها به اعراب رسیدند. بدین ترتیب بخش اعظمی از عواید امپراتوری برای پشتیبانی از دولت و نیازهای اساسی آن همچون نیروهای مسلح، از میان رفت.
در زمان دودمان مقدونیه‌ای (سده‌های دهم و یازدهم) امپراتوری مجدداً گسترش یافت و دو سده رنسانس مقدونی را تجربه کرد تا اینکه پس از نبرد ملازگرد در سال ۱۰۷۱ میلادی، اکثر آناتولی را به سلجوقیان واگذار کرد. این نبرد راه را برای اسکان ترکان در آناتولی هموار کرد.
امپراتوری در دورهٔ اصلاحات کمنن دوباره ترمیم شد به‌طوری که در سدهٔ دوازدهم قسطنطنیه بزرگ‌ترین و ثروتمندترین شهر اروپا بود. با این حال، جنگ صلیبی چهارم ضربه مهلکی به آن وارد کرد و در سال ۱۲۰۴ میلادی زادار و قسطنطنیه تسخیر و غارت شدند و بخش عمدهٔ امپراتوری بیزانس میان جمهوری ونیز، صلیبیان و دولت‌های بازمانده از امپراتوری بیزانس تقسیم شد.
علی‌رغم بازپس‌گیری و بازسازی نهایی قسطنطنیه در سال ۱۲۶۱ میلادی، امپراتوری بیزانس تنها یکی از چندین دولت رقیب در منطقه بود و هیچگاه نتوانست جغرافیای گستردهٔ پیشین را احیا کند. سرزمین‌های باقی‌ماندهٔ بیزانس به تدریج در طول سده‌های چهاردهم و پانزدهم میلادی به امپراتوری عثمانی ضمیمه شدند. سقوط قسطنطنیه به‌دست امپراتوری عثمانی در سال ۱۴۵۳ میلادی به امپراتوری بیزانس پایان داد.
جانشینان امپراتوری بیزانس که به ترابوزان نقل مکان کرده و امپراتوری ترابوزان را تشکیل داده بودند نیز هشت سال بعد، در سال ۱۴۶۱ میلادی توسط عثمانی‌ها شکست خوردند.

## واژه‌شناسی
نخستین استفاده از لفظ بیزانس، به سال‌های پس از سقوط امپراتوری روم ــ ۱۵۵۷ میلادی ــ برمی‌گردد؛ زمانی‌که مورخِ آلمانی هیرونیموس ولف در کار خود، تاریخِ بیزانس، که مجموعه‌ای از منابع تاریخی بود، منتشر کرد. این عبارت از کلمه بیزانتیوم که نام شهر قسطنطنیه پیش از انتخاب آن به عنوان پایتخت امپراتوری روم در زمان کنستانتین بازمی‌گردد، ریشه می‌گیرد. با این حال این نام پس از این زمان کمتر در متون ادبی و تاریخی به‌کار رفت. اما انتشار لفظ بیزانس در سال ۱۶۴۸ میلادی در کتاب تاریخ نویسندگان بیزانس و در سال ۱۶۸۰ میلادی در کتاب تاریخ بیزانس شارل دو کانج سبب شد تا این لفظ از این سده در ادبیات اکثر نویسندگان فرانسوی از جمله مونتسکیو مرسوم شود. با این حال لفظ بیزانس تا سده ۱۹ میلادی به عنوان لفظ رایج در رابطه با بخش شرقی امپراتوری روم در جهان غرب به کار نرفت.
امپراتوریِ بیزانس معمولاً به عنوان‌های امپراتوریِ روم، امپراتوری رومی‌ها، رومانیا، پس از ۱۸۰۱، این لفظ در متون مرتبط با بیزانس رواج بیشتری یافت. در سال ۱۲۰۴، رهبران جنگ صلیبی چهارم عنوان رومانیا به حکومت تازه تأسیس لاتین دادند. و این لفظ به رومانی امروزی گفته نمی‌شود. «رومانیا» یکی از نام‌های مرسوم امپراتوری که معمولاً غیررسمی بود که به معنای سرزمین رومی‌ها بود. جمهوریِ رومی‌ها و رومیس شناخته می‌شود. ساکنان این امپراتوری خود را رومِیوی (به لاتین: Romaioi) می‌نامیدند و حتی تا اواخر سده ۱۹ میلادی به یونانی‌های این منطقه، رومائیکا یا رومائیک شناخته می‌شدند. پس از سال ۱۲۰۴ ــ جنگ صلیبی چهارم ــ زمانی‌که امپراتوری بیزانس بیشتر به استان‌های صرفاً یونانی محدود شد، به جای آن از لفظ «هلنز» استفاده شد.
هرچند که امپراتوریِ بیزانس نهادی چند قومیتی در طی تاریخِ خود و میراث‌دارِ سنت‌های رومی-هلنی بود، اما بیشتر به واسطهٔ همسایه بودن از سمت شمال و غرب با عناصر غالب (فرهنگ) یونانی شناخته شد. استفاده گهگاه از عبارت امپراتوری یونانیان شناخته می‌شود. در غرب اشاره‌ای به امپراتوری روم شرقی و امپراتور بیزانس به‌عنوان امپراتور یونانیان بود که معمولاً برای جدا کردن این بخش از جایگاه امپراتوری روم محصور در پادشاهی جدید ژرمن بود. و با توجه به قرار گرفتن مرکز حکومت بیزانس در مناطق یونانی زبان، زبان یونانی به عنوان زبان اصلی امپراتوری انتخاب شد. با این حال، ابن موضوع اشتباه به نظر می‌رسد که بیزانس فقط به عنوان یک امپراتوری یونانی دیده شود زیرا که زبان‌های دیگر همچون ارمنی و برخی زبان‌های اسلاوی در محدوده قلمرو بیزانس به‌خصوص در سرحداتِ امپراتوری قرار داشتند و به‌طور گسترده به‌کار می‌رفتند.
قدرتِ امپراتور بیزانس به‌عنوان امپراتورِ مشروع و قانونیِ روم با تاج‌گذاری شارلمانی با عنوان امپراتور آگوستوس یا امپراتور مقدس روم (به لاتین: Imperator Augustus) توسط پاپ لئون سوم در سال ۸۰۰ میلادی به چالش کشیده شد. لئو برای مبارزه و شکست دشمنان خود در رم نیازمند حمایت شارلمانی بود بنابراین با بهانه خالی بودن کرسی و تخت امپراتوری روم، مدعی شد که می‌تواند امپراتوری جدیدی را انتخاب کند.
هیچ فرقی در جهان اسلام و اسلاوها بر دیدن امپراتوری بیزانس به‌عنوان ادامه دهنده امپراتوری روم بین جهان اسلام یا جهان اسلاو وجود نداشت. در دنیای اسلام، امپراتوری روم عمدتاً به عنوان روم شناخته می‌شد؛ و نام ملتِ روم در طی قرون بعد توسط ترکان عثمانی برای اشاره مردمان و افراد سابق امپراتوری بیزانس که مسیحی ارتدوکس بودند، به‌کار می‌رفت.

## تاریخچه

سرگذشت بیزانس

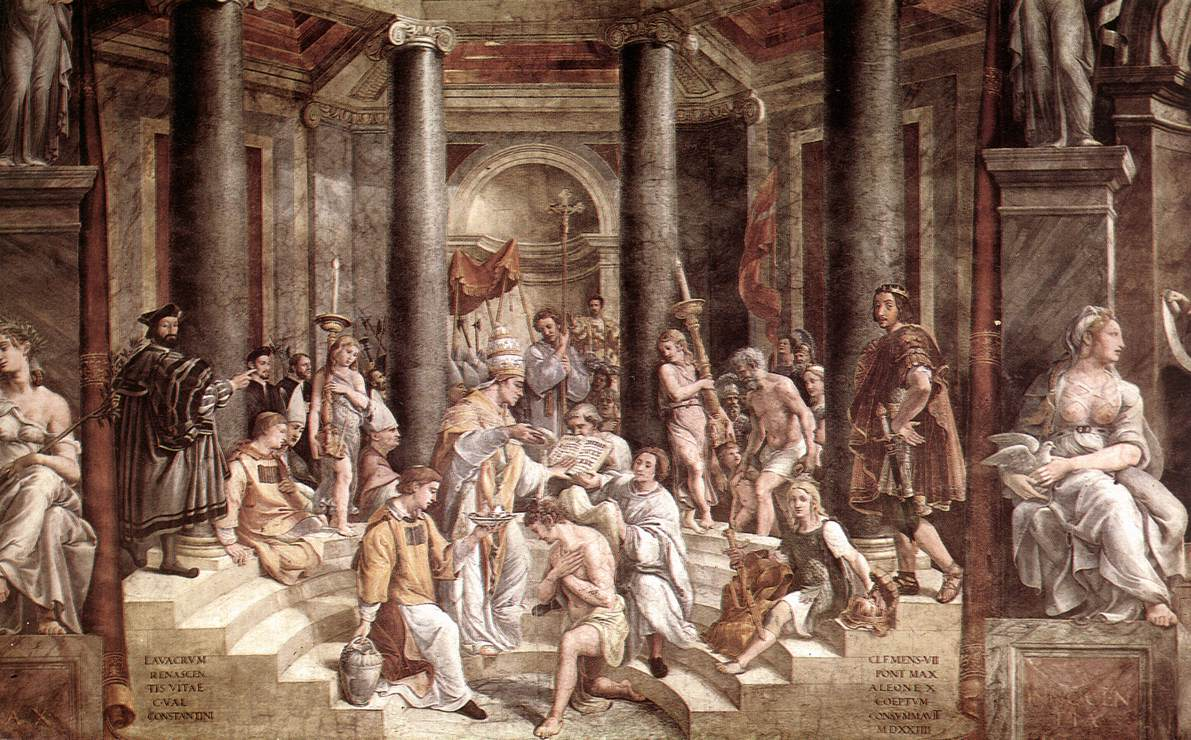
غسل تعمید کنستانتین که به‌وسیلهٔ شاگرد رافائل (۱۵۲۰–۱۵۲۴)کشیده شده‌است.

### پیشینهٔ اولیه
ارتش روم موفق گردید تا مناطق بسیاری را تسخیر نماید که همهٔ مناطق مدیترانه‌ای، مناطق ساحلی جنوب‌غربی اروپا و همچنین شمال آفریقا را پوشش می‌داد. این مناطق، سرزمین مادری شهرنشینان و روستاییانی بود که دارای فرهنگ‌های گوناگونی بودند. روی هم رفته شهرنشینی در مناطق شرقی مدیترانه بیشتر از مناطق غربی گسترش داشت. کمی پیشتر همهٔ مناطق شرقی به‌وسیلهٔ امپراتوری مقدونیه و هلنیسم یکپارچه گردیده و همچنین زیر نفوذ فرهنگ یونانی قرار گرفته بودند.
غرب نیز گرفتار بی‌ثباتی و درگیری‌های سده سوم میلادی گشته بود. این تمایز ایجاد شده در میان شرق هلنی و غربِ لاتینیِ جوان‌تر، همچنان ادامه یافت و با روندی فزاینده در سده‌های پسین، اهمیت بیشتر یافت که منجر به جدایی این دو جهان گردید.
یک نمونهٔ اولیه از تقسیم امپراتوری میان شرق و غرب در سال ۲۹۳ میلادی رخ داد، زمانی که امپراتور دیوکلسین یک سیستم اداری جدید (tetrarchy) را برای تضمین امنیت در تمام مناطق خطرناک امپراتوری ایجاد کرد.

### تمرکززدایی قدرت
برای نگهداری کنترل و بهبود امور حکومتی، تلاش‌هایی برای اجرای برنامه‌های گوناگونی که کارهای امپراتوران رومی را در میان افراد دیگر تقسیم می‌نمود، در میان سال‌های ۲۸۵ و ۳۲۴ م، از ۳۳۷ تا ۳۵۰ م، از ۳۶۴ تا ۳۹۲ م، و دوباره در میان سال‌های ۳۹۵ و ۴۸۰ م، صورت پذیرفت. گرچه عموماً زیربخش‌های گوناگون اجرایی گرفتار دسته‌بندی کار در میان شرق و غرب بودند. هر بخش از تقسیم قدرت به وجود آمده بود (و یا حتی تقسیم کار)، و امپراتوری غیرقابل تقسیمی را شکل می‌دادند و بنابراین از دید قانونی، امپراتوری به عنوان یک دولت یگانه باقی می‌ماند—گرچه در اغلب اوقات، دستیاران امپراتور یکدیگر را به عنوان رقیب و دشمن می‌شناختند.
در سال ۲۹۳ م، امپراتور دیوکلسین سامانهٔ اداری تازه‌ای (حکومت چهارنفره) ایجاد نمود تا امنیت همهٔ مناطق در معرض خطر امپراتوری‌اش را تأمین نماید. او امپراتوری را میان خود و ماکسیمیان تقسیم نمود و لقب (آگوستوس) را برای این سمت انتخاب کرد و برای هر کدام از امپراتورها نیز یک دستیار جوان برگزید تا در انجام وظایفش سهیم شوند و به آنان لقب سزار داد؛ با کنار رفتن اگوستوس‌ها، سزارها جانشین آنان می‌شدند. سرانجام سامانهٔ حکومت چهارنفره، تنها پس از گذشت چند سال از میان رفت و در ۳۱۳ م، کنستانتین یکم به عنوان تنها آگوستوس روم، هر دو بخش امپراتوری را متحد ساخت.

### شکاف بین کلیسای غرب و شرق
از میانه سده نهم میلادی کلیسای کاتولیک و ارتدوکس دچار اختلاف شدند. کلیسای ارتدوکس با رسمیت یافتن فیلیوکه (Filioque) در اعتقادنامهٔ رم، موجب انشعاب و اختلاف بیشتر کلیسای ارتدوکس و رم شد. این دو کلیسا از آن پس دو راه کاملاً متفاوت را در این باره در پیش گرفتند.
در سال ۱۰۵۴، پاپ لِئوی نهم که در حال اصلاح نظام پاپی بود، دعوی حکومت جهانی کلیسای رم بر ۵ اسقف، قسطنطنیه، اسکندریه، انطاکیه و اورشلیم کرد که با مخالفت پاتریارک قسطنطنیه روبه‌رو شد که خواهان استقلال پاتریارک قسطنطنیه بود. لئوی، میخائیل سِرولاریوس و پیروانش را آماج تکفیر قرار داد و پاتریارک هم با تکفیری مشابه، تلافی کرد تا در سال ۱۰۵۴ رسماً دو کلیسای ارتدوکس و لاتین از هم جدا شوند. البته دو کلیسا قبلاً هم یکدیگر را تکفیر کرده بودند، ولی جداییِ دائمی پدید نیامده بود. در آن زمان، چنان می‌نمود که هنوز برای آشتی فرصت‌هایی هست، اما شکافِ بین دو کلیسا کم‌کم طی دوره بعدی همچون جنگ صلیبی چهارم بارزتر شد.

### دودمان آنجلوس

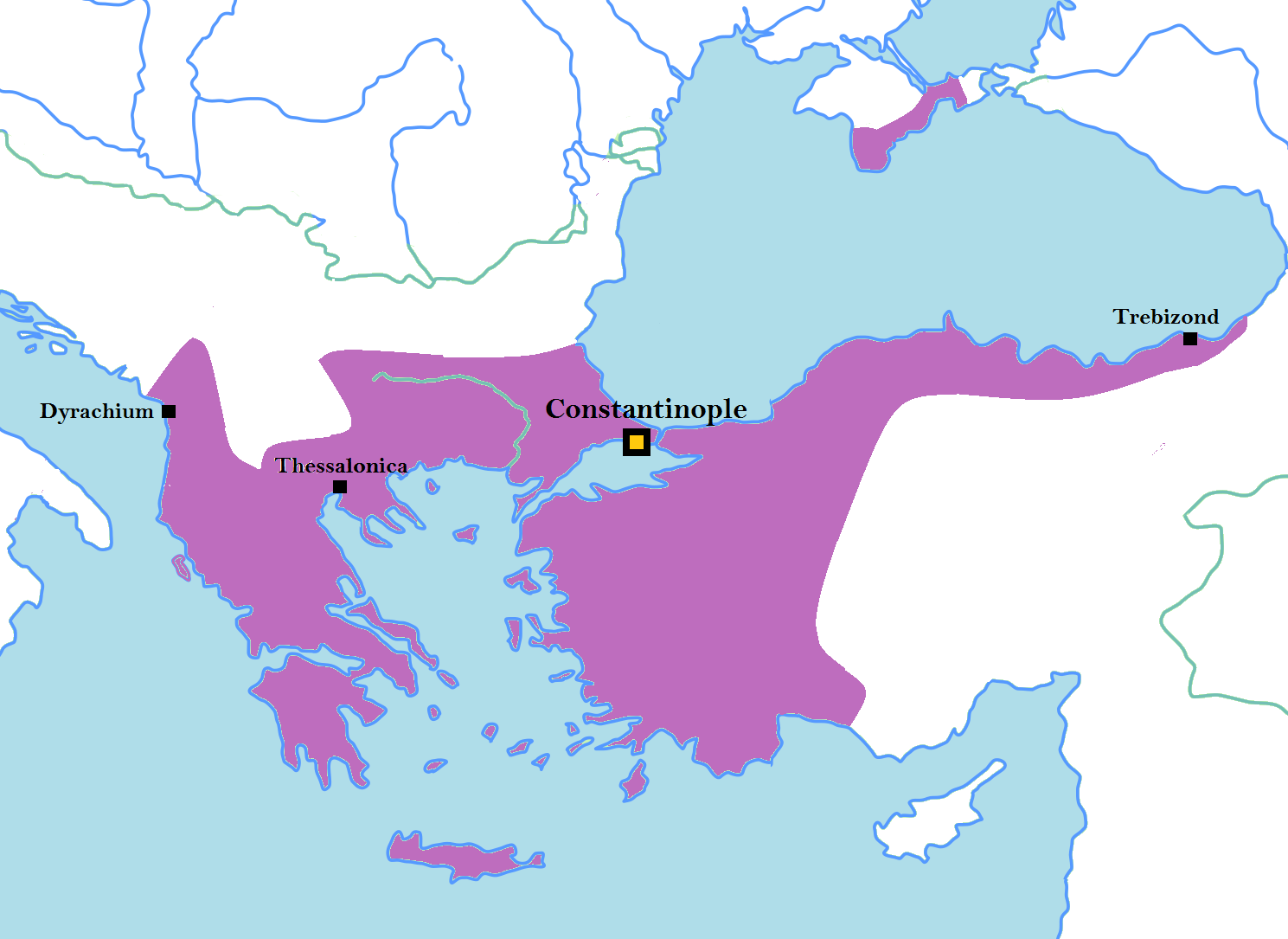
نقشه امپراتوری بیزانس در ۱۲۰۳

بعد از درگذشت مانوئل یکم، امپراتور بیزانس، پسر ۱۱ ساله وی، آلکسیوس دوم در سال ۱۱۸۰ به حکومت رسید که به واسطه عدم توانایی در اداره حکومت و دخالت مادرش در امور امپراتوری، بیزانس در معرض خطر شدیدی قرار گرفت. آلکسیوس در طی دوره سه ساله حکومت خود، درگیر شورش نوه آلکسیوس اول، آندرونیکوس یکم، شد که پس از شکست خوردن از وی، مجبور به قبول قیومیت وی بر خود شد. آندرونیکوس در نخستین گام، فرمان کشتار غربی‌های ساکن قسطنطنیه را که بیشترشان را پیزایی‌ها و جنوآیی‌ها تشکیل می‌دادند صادر کرد. وی در ادامه دستور قتل امپراتور جوان سپس با بیوهٔ ۱۳ سالهٔ الکسیوس ازدواج کرد تا وجهه‌ای قانونی به مقام امپراتوری خود ببخشد. همچنین در دوران امپراتوری مانوئل یکم، سیاستی طرفدارانه از مسیحیت غربی اعمال می‌شد اما آندرونیکوس علاوه بر نادیده گرفتن آن، استقلال کلیسای شرق را نیز اعلام نمود که خصومت مسیحیان غربی با او را برانگیخت. تمامی این اقدامات سبب شد در سال ۱۸۵، در شورشی که علیه وی شده بود، از مقام خود خلع شود تا در سال ۱۱۸۵، ایزاک دوم سلسله کومننوس را براندازد و دودمان آنجلوس به قدرت برساند.
ایزاک دوم پس از رسیدن به تخت امپراتوری، با وجود لشکرکشی‌های فراوان، قبرس را از دست داد و با شورش ولاش‌ها و بلغارها در سال ۱۱۸۶، مجبور به رسمیت شناختن دومین امپراتوری بلغارستان شد با این حال در اوایل حکومت وی، بیزانس موفق به شکست نورمن‌ها مهاجم در یونان شد. در ادامه، در ۱۱۸۹ ایزاک درگیر سومین جنگ صلیبی که فرماندهٔ صلیبیون امپراتور آلمان فردریک بارباروسا بود که قصد عبور نیروهای خود از مرز بیزانس را داشت اما ایزاک دوم به‌منظور حفظ موقعیت خود، عهدنامه‌ای را با صلاح‌الدین ایوبی منعقد ساخت اما به واسطه تهدید آلمانی‌ها، دیری نپایید که مجبور به قبول درخواست کمک فردریک یکم شد. وی عهدنامهٔ آدریانوپول را در ۱۱۹۰ با امپراتور آلمان امضا نمود و نیروهای فردریک یک ماه پس از آن از هلسپونت به آسیای صغیر منتقل شدند. در سال ۱۱۹۵، امپراتور بیزانس، ایزاک دوم، در کودتایی به‌وسیلهٔ برادرش عزل گردید. امپراتور جدید، آلکسیوس سوم، برادرش را کور و تبعید کرد. بی کفایتی ایزاک که پیشتر از ضعفش در میدان نبرد مشخص شده بود، با به هدر دادن خزانه و همچنین شکست نیروی دریایی بیزانس از ونیزی‌ها، اثبات گشت. اقدامات او شامل واگذاری گستردهٔ سلاح‌های امپراتوری در بین حامیانش باعث ضعف نیروی دفاعی امپراتوری شد، همچنین او حکومت را ورشکسته و خزانه را خالی نمود. تلاش‌های او برای حفظ پشتیبانی حاکمان نیمه مستقل مرزی، توان و نیروی حکومت مرکزی را کاهش و سهولت تهاجم خارجی را فراهم کرد. او مسئولیت‌های مهمش در امور دفاعی و دیپلماسی را نادیده گرفته‌بود و در همین میان دریاسالار امپراتور (برادرزن همسرش) تجهیزات نظامی و دریایی امپراتوری را برای منافع شخصی خودش به فروش رساند. تا همگی این عوامل ضعف دولت بیزانس را بر همگان آشکار کند و مهاجمان خود را برای آغاز حملات جدید علیه بیزانس آماده کنند.
طی دوره حکومت ایزاک دوم و آلکسیوس سوم، سال‌های ۱۱۸۵ تا شروع جنگ صلیبی چهارم، سازوکارهای متمرکز حکومتی و دفاعی بیزانس را از هم پاشید. در اثر حکمرانی ضعیف آنان، اقتدار امپراتوری به‌شدت تضعیف شد و خلأ قدرتی ایجاد گشت، که منجر به تجزیه امپراتوری شده و وارثان سلسله کومننوس حکومت شبه مستقل امپراتوری ترابوزان را در سال ۱۲۰۴، اندکی پیش از سقوط قسطنطنیه در جنگ صلیبی چهارم، برپا کردند.

### جنگ صلیبی چهارم

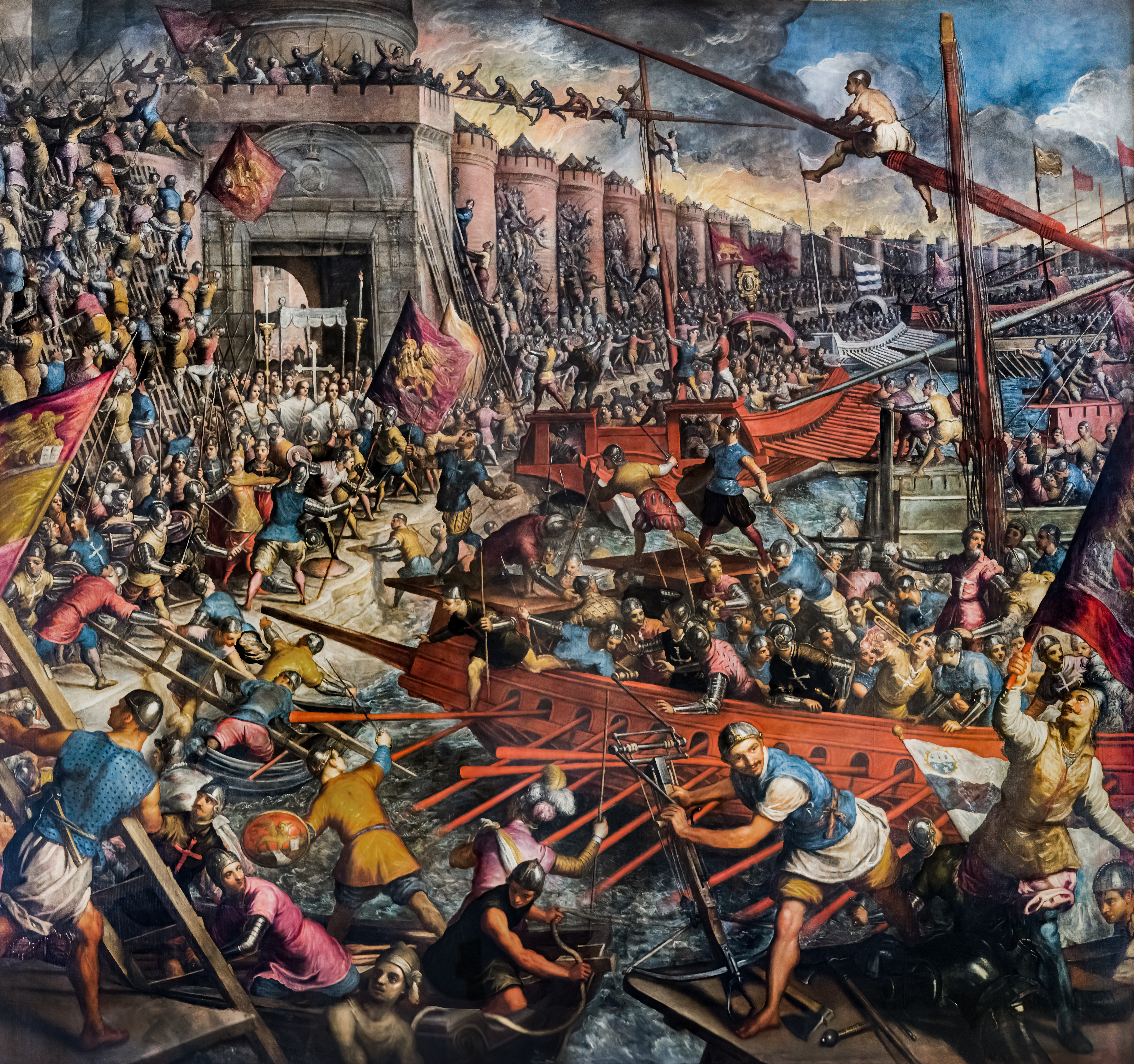
فتح قسطنطنیه در سال ۱۲۰۴ توسط نیروهای صلیبی

پس از شکست پادشاهی اورشلیم در برابر صلاح‌الدین ایوبی و ناکامی جنگ صلیبی سوم برای بازپس‌گیری شهر اورشلیم از سال ۱۱۸۹ تا ۱۱۹۲ م، اشتیاق اندکی در اروپاییان برای یک جنگِ دیگر باقی مانده‌بود. اما نهایتاً، بارون‌های فرانسوی پذیرفتند، که در یک جنگ صلیبیِ دیگر شرکت کنند. صلیبیون برای این منظور، مسیر دریایی از راه مدیترانه را برگزیده و برای تأمین کشتی‌های مورد نیاز نیز با اِنریکو داندولو، حاکم جمهوری ونیز، قرارداد بستند. داندولو کشتی‌ها را فراهم کرد، اما صلیبیون قادر به پرداخت هزینه‌های هنگفت آن نبودند؛ لذا داندولو از آن‌ها خواست که در عوض بدهی‌شان با حمله به شهر بندری زادار آن را تحت اطاعت جمهوری ونیز درآورند. پس از حمله به زادار و غارت آن، صلیبیون دوباره متوجه شدند که از عهدهٔ بازپرداخت اجارهٔ کشتی‌های داندولو برنمی‌آیند. در همین میان اَلِکسیوس چهارم، شاهزادهٔ تبعیدی بیزانسی، به صلیبیون پیشنهاد کرد که در ازای بازپس‌گیری امپراتوری، بدهی جمهوری ونیز را بپردازد. به همین دلیل رهبران صلیبی تصمیم گرفتند تا به قسطنطنیه بروند. آن‌ها پس از حمله به شهر موفق شدند آلکسیوس چهارم را بر تخت بنشانند، اما او حاضر نشد بیش از نیمی از مبلغ را بپردازد. او سپس در اثر مخالفتِ مردمِ قسطنطنیه از امپراتوری خلع گردید. صلیبیون پس از یک‌سری سوءتفاهم‌ها و نبردها، سرانجام قسطنطنیه را در سال ۱۲۰۴ م تسخیر و آن را غارت کردند و بسیاری از اهالی شهر را از دم تیغ گذراندند.

### غارت قسطنطنیه به‌دست صلیبی‌ها
بامداد ۱۳ آوریل، بونیفاس هیئتی از افراد بلند مرتبه و روحانیون را به حضور پذیرفت، که شهر را به وی تقدیم کردند. پس از کنترل شهر، صلیبیون به غارت شهر پرداختند، که این غارت ۳ روز طول کشید و سبب شد تا تمام اشیای باستانی یونانی-رومی دزدیده شود یا از بین برود و فقط تعداد معدودی از آن‌ها شامل چهار اسب برنزی و قسمتی از جسد منسوب به جان باپتیست، که در کلیسای سنت مارکو قرار داشت، به دستور انریکو داندلو، به ونیز فرستاده شد. مابقی اشیای باقی مانده برنزی همچون مجسمه‌ها، تندیس و ظروف که میراث هنر یونانی-رومی بودند، طی دوره امپراتوری لاتین ذوب شدند، تا برای ضرب مسکوکات جدید به کار روند. بسیاری از شهروندان بیزانسی کشته و تمامی اموال آن‌ها دزدیده شد. صلیبیون در عبادتگاه‌ها به محراب‌ها حمله‌ور شدند، اشیاء مقدس را ربودند و تمامی تمثال‌های از جنس نقره و سنگ‌های قیمتی را از بین بردند و نان و شراب تبرک‌شده و خون ارزشمند را آلوده کردند.
طبق منابع، صلیبیون از غارت شهر، ۹۰۰ هزار مارک نقره به‌دست آوردند، که آن را بین خود تقسیم کردند. ونیزی‌ها ۱۵۰ هزار مارک و صلیبیون ۵۰ هزار مارک به‌دست آوردند و مابقی مبلغ بین نیروهای عادی صلیبی و شوالیه‌ها تقسیم شد.
علاوه بر تاراج و غارت شهر، نیروهای فاتح شهوت جنسی خود را با زنان تسلیم شده قسطنطنیه ارضا کردند. به طوری که زنان در معابر عمومی همچون خیابان و میدان‌ها و حتی در کلیساها مورد تجاوز قرار گرفتند. به زنان پیر و سالخورده نیز هتک حرمت شد و آن‌ها را در معابر لخت‌کردند؛ و مردانی که برای محافظت از زنان مقاومت می‌کردند، با بی‌رحمی کشته می‌شدند و مابقی مردان نیز به دلایل نامعلومی به قتل رسیدند.
تاراج قسطنطنیه به عنوان یکی از پر سودترین تاراج‌های تاریخ ذکر شده‌است. اگرچه غارت کردن شهری که در مقابل فاتحان ایستادگی می‌کرد، از لحاظ اصول اخلاقی قرون وسطا قابل قبول بود، اما روشن است صلیبیون چیزی بیش از غارت و تاراج انجام دادند. آن‌ها برخلاف سوگند خود و تهدید تکفیر کلیسا، بی‌شرمانه و حساب شده پرستشگاه‌های مسیحی بیزانس را مورد تجاوز قرار دادند و هرچه که به دستانشان می‌رسید را نابود می‌کردند. وقتی پاپ اینوست سوم از رفتار صلیبیون مطلع شد، دچار شرم و خجالت شد و قویاً آن‌ها را سرزنش کرد.

### پیدایش عثمانی و سقوط قسطنطنیه

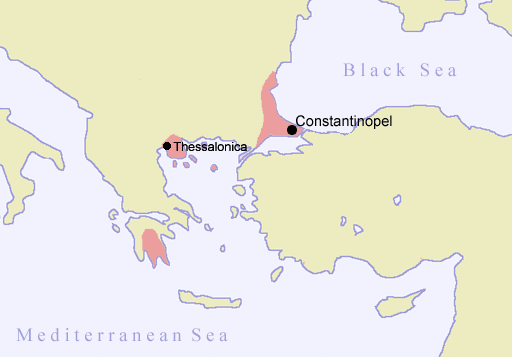
حدود سال ۱۴۰۰ میلادی

دو مسئله عمده سیاست خارجی امپراتوری بیزانس یعنی چگونگی رویکرد نسبت به ترکان عثمانی و اتحاد بین دو کلیسای ارتدوکس و کاتولیک، اساساً بر تاریخ سیاسی امپراتوری در طول آخرین سده حیات آن چیره بود. زیر فشار مداوم حملات عثمانی، امپراتوری بیزانس در این زمان به حکومتی کوچک و «مچاله» شده بین عثمانی و قدرت‌های غربی بدل گشت. این حاکمیت با مرزهایی پیوسته در حال کوچک‌شدن، تنها نام «امپراتوری» را با خود یدک می‌کشید. از همین رو مانوئل دوم، امپراتور بیزانس، بقایای بیزانس را مستلزم نه یک «امپراتور» بلکه یک «مدیر» دانست. هنگامی که عثمانی در حدود میانه سده چهاردهم وارد خاک اروپا شد و شروع به باز کردن جای پایی برای خود در بالکان کرد، تمام آنچه برای بیزانس باقی مانده بود، جز قسطنطنیه و حوالی آن، تنها شامل شهر فیلادلفیا در آسیای صغیر، مقداری اراضی در تراس و مقدونیه، شهر تسالونیکی، چند جزیره در دریای اژه و بخشی از پلوپونز می‌شد. تقریباً تمام آسیای صغیر که زمانی ستون فقرات بیزانس برای نیروی انسانی، منابع غذایی و درآمدهای مالیاتی به حساب می‌آمد، به شاهزاده‌نشین‌های ترک باخته شد. بخش زیادی از پلوپونز دست شاهزاده‌های لاتین و جمهوری ونیز بود. اراضی باقیمانده بیزانس در تراس و مقدونیه در اثر حملات صرب‌ها و ترک‌ها، درگیری‌های داخلی و مرگ سیاه، در وضعیتی تخریب‌شده و خالی از سکنه بودند. نبود اراضی کشاورزی بیزانس را به‌طور فزاینده‌ای وابسته به واردات گندم از نواحی تحت سلطه جنوا در دریای سیاه کرد. وضعیت مالی و اقتصادی امپراتوری در نتیجه از دست دادن عایدی‌های مالیاتی به مهاجمان خارجی یا اعطای معافیت به عناصر داخلی، نیز در شرایط وخیمی قرار داشت. در سال‌های پایانی سده چهاردهم قسطنطنیه تقریباً تنها جایی بود که امپراتور از آن عایدی کسب می‌کرد. در نتیجه این شرایط بیزانس دیگر قادر به داشتن ارتش و ناوگان دریایی قدرتمندی نبود. با توجه به منابع مالی محدود و هزینه بالا، گاهی متوسل به استخدام شمار اندکی مزدور نظامی می‌شد.

## حکومت و دیوان‌سالاری
در دولت بیزاس، امپراتور یگانه و یکه‌سالار بود، و قدرتش را از منشأ الهی دریافت می‌کرد. سنا دارای اختیارات سیاسی و قانونی بود، ولی این اختیارات به یک شورای افتخاری با اعضایی تشریفاتی محدود شد. با پایان سدهٔ هشتم میلادی، یک دولت مدنی متمرکز در دربار، به‌عنوان بخشی از یک قدرت متمرکز وسیع، در پایتخت شکل گرفت.
یک دولت مدنی متمرکز در دادگاه به عنوان بخشی از تثبیت در مقیاس بزرگ از قدرت در پایتخت تشکیل شد. مهم‌ترین اصلاحات اداری، که احتمالاً در میانهٔ سدهٔ هفتم میلادی آغاز شد، ایجاد تِم‌ها بود، که در آن، کلیهٔ اختیارات اداری و نظامی یک ناحیه، توسط یک نفر به‌نام استراتیگوس انجام می‌شد.
با وجود استفادهٔ گه‌گاهی از اصطلاح تحقیرآمیز «بیزانس» و «بیزانسیم»، دیوان‌سالاری بیزانس قابلیت متمایزی برای بازسازی خویش در تطابق با موقعیت امپراتوری داشت. مقامات در ترتیب‌های سخت‌گیرانه‌ای در اطراف امپراتور نظم داده شده‌بودند، و از خواست شاهنشاهی برای صفوف خود غافل شدند. مشاغل واقعیِ اداری نیز وجود داشت، ولی قدرت به اشخاص واگذار می‌شد، نه دفترها.
در سده‌های هشتم و نهم میلادی، خدمات اجتماعی واضح‌ترین راه را برای وضعیت اشرافی تشکیل داد؛ ولی با شروع سدهٔ نهم، اشرافیت مدنی رقیب حکومت اشراف بود.

### دیپلماسی

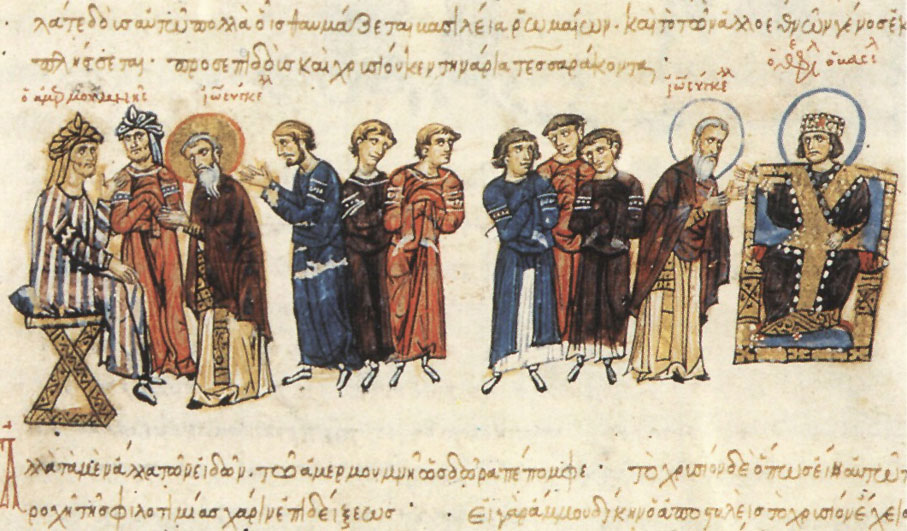
سفرای جان گراماریان در سال ۸۲۹ میلادی، میان امپراتور تئوفیلوس و مأمون خلیفهٔ عباسی.